# Đoàn Minh Tài
Đoàn Minh Tài (sinh ngày 29 tháng 11 năm 1984) tên khai sinh Đoàn Thanh Tài, là một nam người mẫu, diễn viên người Việt Nam. Năm 2021, anh đoạt giải "Nam diễn viên truyền hình được yêu thích" tại Lễ trao giải Ngôi Sao Xanh.

## Tiểu sử
Đoàn Minh Tài tên khai sinh là Đoàn Thanh Tài, sinh năm 1984 ở Bến Tre. Xuất thân là một người mẫu thời trang, anh bén duyên với điện ảnh qua khá nhiều bộ phim truyền hình và điện ảnh như phim Dốc sương mù, Vết sẹo, Ngày mai ánh sáng, Lạc mất linh hồn, Dòng sông không trở lại, Nỗi buồn có mắt, Trang trại hoa hồng.

## Đời tư
Đoàn Minh Tài từng có quan hệ tình cảm với nữ diễn viên Ngọc Lan, tuy nhiên sau đó cả hai đã chia tay. Ngoài công việc là diễn viên, Đoàn Minh Tài còn lấn sân sang lĩnh vực kinh doanh.

## Các bộ phim
| Năm  | Tựa phim                         | Vai diễn        | Đạo diễn                       | Kênh          | Nguồn |
| ---- | -------------------------------- | --------------- | ------------------------------ | ------------- | ----- |
| 2008 | Toà án công lý                   | Trung Văn       | Huỳnh Ngọc Điền                | HTV9          |       |
| 2008 | Hầm chuyện đám săn tình          | Bạch Thanh Phúc | Huỳnh Ngọc Điền                | VTV1          |       |
| 2010 | Cocktail cho tình yêu            | Hoàng An        | Nguyễn Thanh Vân               | HTV7          |       |
| 2010 | Những ông bố độc thân            | Nguyễn Lâm      | Nguyễn Thanh Vân               | HTV9          |       |
| 2011 | Chung một mái nhà                | Thế             | Nguyễn Mạnh Lân - Phạm Văn Lưu | HTV7          |       |
| 2011 | Vàng trong cát                   | Quân            | Đinh Thiên Phúc - Lê Minh      | HTV9          |       |
| 2012 | Số phận bị đánh cắp              |                 | Dũng Nghệ                      | HTV7          |       |
| 2012 | Dốc sương mù                     | Báu             | Lê Minh                        | VTV9          |       |
| 2012 | Sao đổi ngôi                     | Quốc Hào        | Lê Lộc                         | HTV7          |       |
| 2012 | Ngày hôm qua                     | Dũng            | Trần Mỹ Hà                     | HTV9          |       |
| 2012 | Cạm bẫy                          | Đức Hiển        | Hồng Phú Vinh                  | VTV3          |       |
| 2012 | Lạc mất linh hồn                 | Bình            | Lê Minh                        | VTV1          |       |
| 2012 | Giấc mơ cỏ may                   | Phong           | Nguyễn Dương                   | VTV3          |       |
| 2013 | Trò chơi định mệnh               | Việt Cường      | Lê Hoài Vũ                     | SCTV14        |       |
| 2013 | Dòng sông không trở lại          |                 | Quách Khoa Nam                 | SCTV14        |       |
| 2013 | Yêu trong thù hận                | Bá Trung        | Quách Khoa Nam                 | HTV7          |       |
| 2014 | Nơi chốn ta quay về              | Vĩnh            | Lê Minh                        | VTV1          |       |
| 2014 | Chào buổi sáng em yêu            | Minh Luân       | Lê Quang Hưng                  | SCTV14        |       |
| 2014 | Vết sẹo                          | Thanh Nhàn      | Trần Cảnh Đôn                  | HTV7          |       |
| 2014 | Dấu cộng của trái tim            | Sơn             | Lê Quang Hưng                  | HTV9          |       |
| 2015 | Vẫn có em bên đời                | An              | Võ Việt Hùng                   | HTV7          |       |
| 2015 | Hận thù hóa giải                 |                 | Lê Minh                        | VTV1          |       |
| 2015 | Nỗi buồn có mắt                  | Minh Hào        | Nguyễn Quang Minh              | SCTV14        |       |
| 2015 | Bí mật chôn vùi                  | Hùng            | Lê Minh                        | VTV Cần Thơ 1 |       |
| 2016 | Bốn cuộc tình, một người đàn ông | Toàn            | Đặng Tất Bình                  | VTV3          |       |
| 2016 | Sóng gió gia đình                | Hậu             | Dũng Nghệ                      | HTV9          |       |
| 2016 | Đời không như là mơ              | Lâm Đại Danh    | Khôi Nguyên                    | SCTV14        |       |
| 2016 | Ngày mai ánh sáng                | Dương           | Lê Minh                        | VTV3          |       |
| 2016 | Giá của nụ cười                  | Đạt             | Lê Minh                        | Let's Viet    |       |
| 2017 | Lấy chồng cho mẹ                 | Vượng           | Trần Chí Thành                 | SCTV14        |       |
| 2017 | Con gái chị Hằng                 | Nguyễn Phùng    | Võ Việt Hùng                   | THVL1         |       |
| 2017 | Thế thái nhân tình               | Nghĩa           | Võ Việt Hùng                   | SCTV14        |       |
| 2018 | Trang trại hoa hồng              | Dũng            | Dương Nam Quan                 | VTV1          |       |
| 2019 | Cái giá của danh vọng            | Lâm Hùng        | Vũ Huân                        | VTV9          |       |
| 2020 | Chị đại mắc cạn                  | Ba Hoàng        | Trần Toàn                      | SCTV14        |       |
| 2021 | Chống lại số phận                | Huy             | Nhâm Minh Hiền                 | SCTV14        |       |
| 2021 | Bánh mì ông Màu (phần 2)         | Minh Quang      | Nguyễn Quang Minh              | HTV7          |       |
| 2022 | Sống ảo mất thật                 | Mr Phedro       | Dũng Nghệ                      | HTV9          |       |
| 2022 | Hồng nhan                        | Ngạn            | Nguyễn Quang Minh              | SCTV14        |       |
| 2022 | Vợ Quan                          | Tài Euro        | Nhâm Minh Hiền                 | SCTV14        |       |
| 2022 | Hồ sơ tội ác                     | Đỗ Hồng Lân     | Dũng Nghệ                      | SCTV14        |       |
| 2022 | Hoa sơn trà                      | Ông Lâm         | Trần Hà Sơn / Trần Đôn Nghĩa   | SCTV14        |       |
| 2022 | Gia đình hoàn mỹ                 | Lê Vinh         | Trần Toàn                      | VTV9          |       |
| 2025 | Gió Ngược Chiều                  | Bình            | Nguyễn Quang Minh              | THVL1         |       |

## Giải thưởng
| Năm  | Giải thưởng   | Hạng mục                                 | Tác phẩm đề cử        | Kết quả   | Nguồn  |
| ---- | ------------- | ---------------------------------------- | --------------------- | --------- | ------ |
| 2015 | HTV Awards    | Diễn viên triển vọng                     | —                     | Đoạt giải | [ 9 ]  |
| 2018 | Giải Mai Vàng | Nam diễn viên sân khấu được yêu thích    | Sài Gòn có một ngã tư | Đề cử     | [ 10 ] |
| 2021 | Ngôi Sao Xanh | Nam diễn viên truyền hình được yêu thích | Chống lại số phận     | Đoạt giải | [ 11 ] |